# Erőss Gyula
Erőss Gyula, dr (Dombó, 1855. május 11. – Budapest, 1925. június 25.) belgyógyász orvos, pedagógus, Erőss Sándor református lelkész unokája, Erőss Sándor tanító fia az Erőss család dercsikai ágának leszármazottja.

## Élete
Középiskoláit a csurgói és soproni gimnáziumban végezte; 1873-ban Budapesten orvoshallgató és 1879-ben orvosdoktor lett. Ugyanezen év őszén kezdte meg gyermekorvosi szaktanulmányait a budapesti szegény-gyermekkórházban, ahol id. Bókai János igazgató-tanár vezetése alatt négy évig működött mint segédorvos. A kórházból 1883 őszén kilépett és az orvosi kartól nyert ösztöndíjjal egy évi külföldi tanulmányútra indult; bejárta Közép-Európa gyermekkórházait és lelencházait és már ez időben kezdte meg az újszülött gyermekekre vonatkozó kutatásait. 1884 őszén mint gyakorló gyermekorvos telepedett le Budapesten és folytatta egyszersmind tudományos vizsgálatait az egyetemi I. szülészeti klinikán. 1885-ben mint egyik szakértő vett részt az országos lelencház fölállítására irányuló munkálatokban, amiket a belügyminiszter kezdeményezett, de akkor költségek hiánya miatt sikerre nem vezettek. 1886-tól haláláig az általános budapesti Poliklinika a beteg gyermekek osztályánek vezetője, főorvosa, majd 1898-ban igazgatója, 1887-től pedig egyszersmind a gyermekgyógyászat egyetemi magántanára, majd 1904-től rendes tanára volt.
Természettudományi kutató munkásságát 1876-ban, mint harmadéves orvosnövendék kezdte meg Balogh Kálmán tanár vezetése alatt. Szakszerű irodalmi tevékenysége a gyermekgyógyászat terén 1880-ban kezdődött és 1884-től főleg az újszülött gyermekekre irányult. Ő alkotta meg az első magyarországi gyermekvédelmi törvényt – amely a gyermekvédelmet állami feladatként határozza meg –, melyet 1901-ben Széll Kálmán miniszterelnöksége alatt fogadtak el, és nagy szerepe volt a Poliklinika fejlesztésében. Szaklapokba írott tudományos értekezésén kívül több önállóan megjelent művet is írt.

## Művei
- A külső hőmérsék befolyása a csecsemők szervezetére. Budapest, 1884. (Értekezések a természettud. köréből XIV. 5. sz.)
- Vizsgálatok újszülött gyermekek rendes hőmérséki viszonyaira vonatkozólag. Budapest, 1885. (Ért. a term t. kör XV. 12. sz.)
- A gyakorlati orvostan haladása. Budapest, 1890. (Többekkel együtt.)
- Murray P. Braidwood: Anyák Tanácsadója és útmutatója gyermekeik ápolásánál – a magyar nyelvű kiadás fordítója, szerkesztője (1897)
- A szoptatásról (A gyermek egészsége 2.) (1912)